# Xylia ghesquierei
Xylia ghesquierei är en ärtväxtart som beskrevs av Robyns. Xylia ghesquierei ingår i släktet Xylia och familjen ärtväxter. Inga underarter finns listade i Catalogue of Life.